# 1051 Merope
1051 Merope är en asteroid i huvudbältet som upptäcktes den 16 september 1925 av den tyske astronomen Karl Wilhelm Reinmuth. Dess preliminära beteckning var 1925 SA. Asteroiden namngavs senare efter Merope i den grekiska mytologin, som också lånat sitt namn till en av de ljusstarka stjärnorna i Plejaderna.
Den tillhör asteroidgruppen Alauda.
Meropes senaste periheliepassage skedde den 3 augusti 2023. Asteroidens rotationstid har beräknats till 13,7 timmar.